# Nižneivkino
Nižneivkino (in russo Нижнеи́вкино?) è un insediamento di tipo urbano della Russia europea centrale, situato nella oblast' di Kirov.